# Thea von Harbou
Thea Gabriele von Harbou (27. prosince 1888 Tauperlitz – 1. července 1954 Berlín) byla německá scenáristka a spisovatelka pruského aristokratického původu. Napsala scénáře k nejslavnějším německým němým filmům a sama se i jistou dobu pokoušela o režírování.

## Život
Narodila se do rodiny barona Theodora von Harbou (1848–1913) a jeho manželky Clotilde Constance, rozené d'Alinge (1857–1938), Jejím starším bratrem byl fotograf Horst von Harbou (1879–1953).
V roce 1905 byl publikován její první román v Deutsche Roman-Zeitung, poté se živila jako herečka - 1906 Düsseldorf, 1908 Výmar, 1911 Chemnitz, 1913 Cáchy. V Cáchách se také setkala se svým pozdějším manželem, hercem Rudolfem Klein-Roggem.

Se svou prací scenáristky začala po první světové válce a brzy se stala jednou z nejvýznamnějších ve svém oboru. Psala scénáře pro Joe Maye, Carla Theodora Dreyera, Arthura von Gerlacha, Friedricha Wilhelma Murnaua a Fritze Langa. V letech 1914-1921 byla provdána za Rudolf Klein-Rogge. Již roku 1918 ho opustila, nicméně nadále ho podporovala tím, že mu zajišťovala angažmá ve svých filmech. Klein-Rogge tak získal hlavní roli v dvoudílném velkofilmu Doktor Mabuse, dobrodruh (1921), k němuž napsala Thea von Harbou scénář. V srpnu 1922 se Harbou provdala za Fritze Langa, režiséra uvedeného filmu, s nímž se seznámila již roku 1919 právě díky své práci scenáristky a pro kterého psala scénáře až do jeho emigrace v roce 1933 - slavné snímky Metropolis a Vrah mezi námi. 

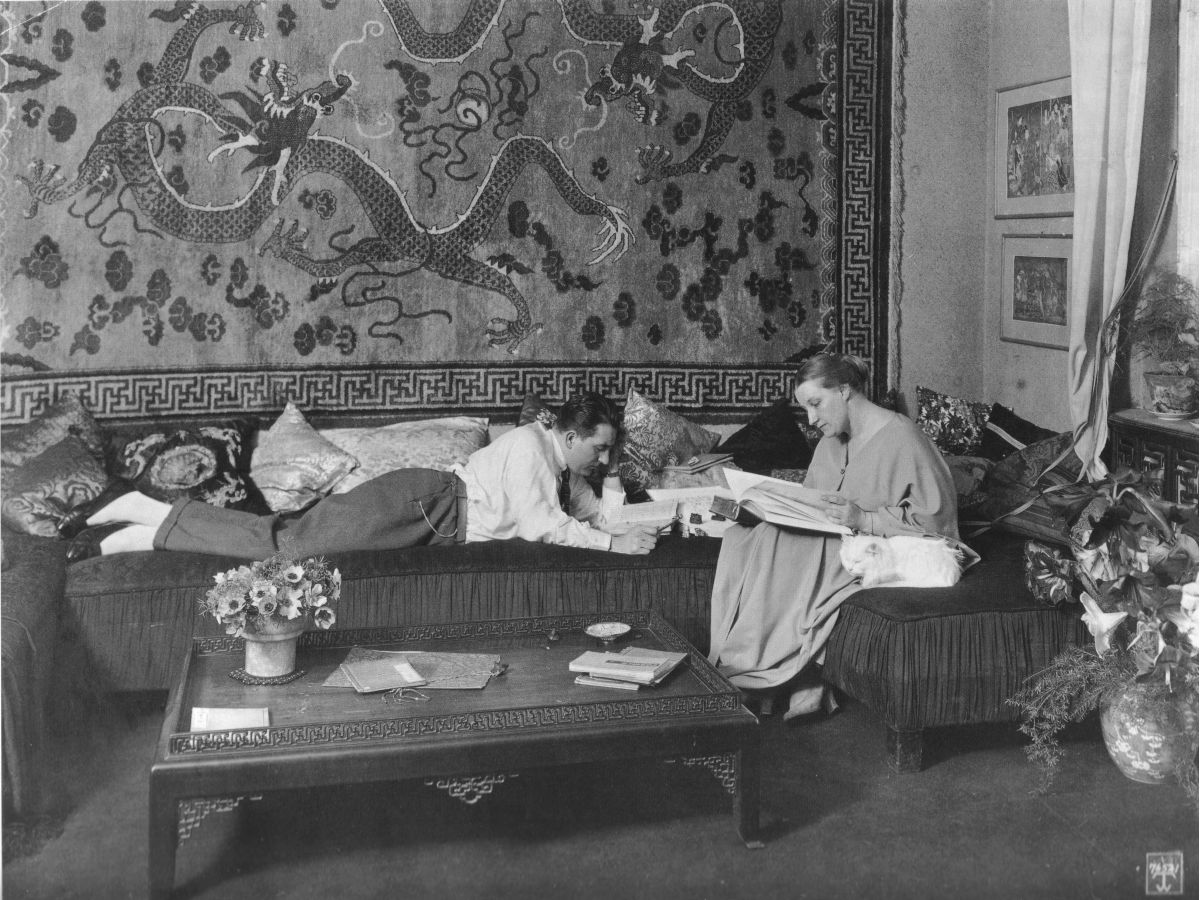
Fritz Lang a Thea von Harbou

Thea von Harbou byla již od roku 1932 členkou NSDAP, což bylo jedním z důvodů rozpadu jejího manželství. Nicméně Fritz Lang se více než o ni už od roku 1928 zajímal o mladou herečku Gerdu Maurus. Rozvod se konal v dubnu 1933. Harbou se v letech 1933-1934 pokoušela i o režijní práci (snímky Hanneles Himmelfahrt a Elisabeth und der Narr), brzy se však vrátila ke svému původnímu povolání. V Třetí říši byla velmi zaměstnanou autorkou. Po krátké internaci v rámci denacifikace v roce 1945 se roku 1948 mohla vrátit k filmu.
Z dnešního pohledu působí dílo They von Harbou poněkud nabubřele a melodramaticky. Například poslednímu záběru slavného snímku Metropolis je vyčítána i naivita a kýčovitost. Filmu Der Herrscher, natočenému podle hry Vor Sonnenuntergang Gerharta Hauptmanna, pak zaujatost.

## Dílo

### Scénáře
- 1920 - Das wandernde Bild, Fritz Lang
- 1920 - Frauen vom Gnadenstein, Joe May
- 1920 - Die Legende von der heiligen Simplicia, Joe May
- 1921 - Vier um die Frau, Fritz Lang
- 1921 - Das Indische Grabmal: Der Tiger von Eschnapur, Joe May
- 1921 - Das Haus des Dr. Gaudeamus, Friedrich Feher
- 1921 - Unavená smrt, (Der Müde Tod) Fritz Lang
- 1922 - Das Indische Grabmal: Die Sendung des Yoghi, Joe May
- 1922 - Der Brennende Acker, Friedrich Wilhelm Murnau
- 1922 - Dr. Mabuse, der Spieler, Fritz Lang
- 1922 - Phantom, Friedrich Wilhelm Murnau
- 1923 - Der Steinerne Reiter, Fritz Wendhausen
- 1923 - Die Prinzessin Suwarin, Johannes Guter
- 1923 - Dr. Mabuse, der Spieler - Ein Bild der Zeit, Fritz Lang
- 1923 - Die Austreibung, Friedrich Wilhelm Murnau
- 1924 - Die Finanzen des Großherzogs, Friedrich Wilhelm Murnau
- 1924 - Die Nibelungen:Siegfried, Fritz Lang
- 1924 - Die Nibelungen: Kriemhilds Rache, Fritz Lang
- 1924 - Mikaël, Carl Theodor Dreyer
- 1925 - Zur Chronik von Grieshuus, Arthur von Gerlach
- 1926 - Metropolis, Fritz Lang
- 1928 - Spione, Fritz Lang
- 1929 - Frau im Mond, Fritz Lang
- 1931 - Vrah mezi námi, (M) Fritz Lang
- 1932 - Das erste Recht des Kindes, Fritz Wendhausen
- 1932 - Le Testament du Dr. Mabuse, Fritz Lang
- 1933 - Der Läufer von Marathon, Ewald André Dupont
- 1933 - Das Testament des Dr. Mabuse, Fritz Lang - (podle románu Dr. Mabuses letztes Spiel Norberta Jacquese, napsaného v roce 1932 a publikována roku 1950)
- 1934 - Turandot, princesse de Chine, Gerhard Lamprecht
- 1935 - Hanneles Himmelfahrt, Thea von Harbou
- 1934 - Was bin ich ohne Dich, Arthur Maria Rabenalt
- 1934 - Prinzessin Turandot, Gerhard Lamprecht
- 1935 - Der Mann mit der Pranke, Rudolf van der Noss
- 1935 - Ein idealer Gatte, Herbert Selpin
- 1935 - Der alte und der junge König, Hans Steinhoff
- 1935 - Ich war Jack Mortimer, Carl Froelich
- 1936 - Die Unmögliche Frau, Johannes Meyer
- 1936 - Eine Frau ohne Bedeutung, Hans Steinhoff
- 1936 - Eskapade, Erich Waschneck
- 1937 - Der zerbrochene Krug, Gustav Ucicky
- 1937 - Solo per te, Carmine Gallone
- 1937 - Der Herrscher, Veit Harlan
- 1938 - Jugend, Veit Harlan
- 1941 - Annelie, Josef von Báky
- 1945 - Das Leben geht weiter, Wolfgang Liebeneiner
- 1948 - Fahrt ins Glück, Erich Engel

### Romány
- Frau im Mond
- Das indische Grabmal
- Die Insel der Unsterblichen
- Die Masken des Todes
- Metropolis
- Das Nibelungenbuch
- Die nach uns kommen
- Der Krieg und die Frauen
- Der unsterbliche Acker
- Die Flucht der Beate Hoyermann
- Der belagerte Tempel
- Adrian Drost und sein Land
- Legenden
- Die unheilige Dreifaltigkeit
- Das Haus ohne Tür und Fenster
- Spione
- Liebesbriefe aus St. Florin
- Aufblühender Lotus
- Gartenstraße 64

### Režijní filmografie
- Hanneles Himmelfahrt, (1934)
- Elisabeth und der Narr, (1934)